# Bayamo
Bayamo er en by i det sydøstlige Cuba, med et indbyggertal på cirka 235.107 (2012) indbyggere. Byen er hovedstad i provinsen Granma og blev grundlagt i 1513.